# Thwaitesia affinis
Thwaitesia affinis là một loài nhện trong họ Theridiidae.
Loài này thuộc chi Thwaitesia. Thwaitesia affinis được Octavius Pickard-Cambridge miêu tả năm 1882.

## Hình ảnh